# Seznam dílů seriálu Star Wars: Dobrodružství mladých Jediů
Toto je seznam dílů seriálu Star Wars: Dobrodružství mladých Jediů.

## Přehled řad
| Řada   | Díly | Premiéra na Disney+ | Premiéra na Disney+ |
| Řada   | Díly | První díl           | Poslední díl        |
| ------ | ---- | ------------------- | ------------------- |
| Shorts | 6    | 27. března 2023     | 24. dubna 2023      |
| 1      | 25   | 4. května 2023      | 14. února 2024      |
| Shorts | 6    | 2. srpna 2024       | 2. srpna 2024       |
| 2      | 23   | 14. srpna 2024      | 19. března 2025     |

## Seznam dílů

### Shorts (2023)
| Č. v řadě | Původní název              | Český název                   | Datum zveřejnění |
| --------- | -------------------------- | ----------------------------- | ---------------- |
| 1         | Meet the Young Jedi        | Poznej mladé Jedie            | 27. března 2023  |
| 2         | Lys' Creature Caper        | Lys a zvířecí eskapáda        | 27. března 2023  |
| 3         | Kai's Daring Droid Rescue  | Kaiova smělá záchrana droida  | 27. března 2023  |
| 4         | Nubs and the Flower Fiasco | Nubsovo květinové fiasko      | 3. dubna 2023    |
| 5         | Nash's Firehawk Frenzy     | Nashin šílený let Ohnistřábem | 17. dubna 2023   |
| 6         | Taborr's Pirate Showdown   | Boj s Taborrem a jeho piráty  | 24. dubna 2023   |

### První řada (2023-2024)
| Č. v seriálu | Č. v řadě | Původní název                                                  | Český název                                       | Režie                                              | Scénář                                    | Zveřejnění na Disney+ | Premiéra na Disney Junior |
| ------------ | --------- | -------------------------------------------------------------- | ------------------------------------------------- | -------------------------------------------------- | ----------------------------------------- | --------------------- | ------------------------- |
| 1            | 1         | The Young JediYoda's Mission                                   | Mladí JediovéYodova mise                          | Anthony BellCasey Lowe                             | Michael OlsonMichael Olson a Lamont Magee | 4. května 2023        | 4. května 2023            |
| 2            | 2         | Nash's Race DayThe Lost Jedi Ship                              | Nashin závodZtracená loď Jediů                    | Anthony BellShellie Kvilvang-O'Brien               | Julius HarperKatie Kaniewski              | 4. května 2023        | 4. května 2023            |
| 3            | 3         | Get Well NubsThe Junk Giant                                    | Uzdrav se, NubsiŠrotObr                           | Casey LoweAnthony Bell                             | Brian HallMia Resella                     | 4. května 2023        | 12. května 2023           |
| 4            | 4         | Lys and The Snowy Mountain RescueAttack of the Training Droids | Lys a záchrana na sněžné hořeÚtok cvičných droidů | Shellie Kvilvang-O'BrienCasey Lowe                 | Katie KaniewskiBrian Hall                 | 4. května 2023        | 19. května 2023           |
| 5            | 5         | The Jellyfruit PursuitCreature Safari                          | Hon za želéňkamiSafari                            | Shellie Kvilvang-O'BrienCasey Lowe                 | Julius HarperMia Resella                  | 4. května 2023        | 26. května 2023           |
| 6            | 6         | SquadronForest Defenders                                       | EskadraObránci lesa                               | Anthony BellShellie Kvilvang-O'Brien               | Katie KaniewskiBrian Hall                 | 4. května 2023        | 2. června 2023            |
| 7            | 7         | The Jedi and the ThiefThe Missing Kibbin                       | Jedi a zlodějkaKterá štěrbina skrývá kibbina      | Anthony BellShellie Kvilvang-O'Brien               | Julius HarperMia Resella                  | 4. května 2023        | 9. června 2023            |
| 8            | 8         | The Girl and Her GargantuaThe Show Must Go On                  | Dívka a její gargantuaShow musí pokračovat        | Shellie Kvilvang-O'BrienCasey Lowe                 | Julius HarperMia Resella                  | 2. srpna 2023         | 2. srpna 2023             |
| 9            | 9         | The Princess and the JediKai's Bad Day                         | Princezna a JediovéKaiův špatný den               | Casey LoweAnthony Bell                             | Brian HallChristian Streaty               | 2. srpna 2023         | 11. srpna 2023            |
| 10           | 10        | Visitor's DayThe Growing Green Danger                          | Návštěvní denRostoucí zelené nebezpečí            | Shellie Kvilvang-O'BrienCasey Lowe                 | Katie KaniewskiJulius Harper              | 2. srpna 2023         | 18. srpna 2023            |
| 11           | 11        | The GangulsBad Eggs                                            | GangulovéZ divokých vajec                         | Anthony BellShellie Kvilvang-O'Brien               | Brian HallCharley Feldman                 | 2. srpna 2023         | 25. srpna 2023            |
| 12           | 12        | Off the RailsThe Thieves of Tharnaka                           | Vykolejený padouchZloděj z Thernaky               | Casey LoweAnthony Bell                             | Katie KaniewskiJulius Harper              | 2. srpna 2023         | 1. září 2023              |
| 13           | 13        | Tree TroublesBig Brother's Bounty                              | Strom má potížeBráchova kořist                    | Shellie Kvilvang-O'BrienCasey Lowe                 | Brian HallJulius Harper                   | 2. srpna 2023         | 8. září 2023              |
| 14           | 14        | Charhound ChaseCreature Comforts                               | Honička s ožehařkouKmáni tvorstva                 | Anthony BellShellie Kvilvang-O'Brien               | Cavan ScottChristian Streaty              | 8. listopadu 2023     | 8. listopadu 2023         |
| 15           | 15        | An Adventure with YodaThe Talon Takeover                       | Dobrodružství s YodouPařát v cizích pařátech      | Anthony BellShellie Kvilvang-O'Brien               | Brian HallMaralisa Ortiz                  | 8. listopadu 2023     | 9. listopadu 2023         |
| 16           | 16        | Mystery of the Opal CaveClash                                  | Tajemství opálové jeskyněStřet                    | Casey LoweAnthony Bell                             | Christian StreatyKatie Kaniewsky          | 8. listopadu 2023     | 10. listopadu 2023        |
| 17           | 17        | Stuck in the MuckJunkyard Sleepover                            | Drahně v bahněPřespání na šrotišti                | Casey LoweAnthony Bell                             | Katie KaniewskyBrian Hall                 | 8. listopadu 2023     | 17. listopadu 2023        |
| 18           | 20        | The Great Leaf GlideThe Harvest Feast                          | Vítr do listových plachetTykvobraní               | Shellie Kvilvang-O'BrienCasey Lowe                 | Julius HarperRick Williams                | 8. listopadu 2023     | 24. listopadu 2023        |
| 19           | 19        | Life DayRaxlo Strikes Back                                     | Den životaRaxlo vrací úder                        | Anthony BellShellie Kvilvang-O'Brien               | Katie KaniewskyBrian Hall                 | 8. listopadu 2023     | 1. prosince 2023          |
| 20           | 20        | AfterShockFeather Frenzy                                       | DotřesNa ptáky jsme krátký                        | Casey LoweAnthony Bell                             | Katie KaniewskiGreg Iwinski               | 14. února 2024        | 14. února 2024            |
| 21           | 21        | Best FriendsHappy Trails, Nubs                                 | Nejlepší přáteléŠťastnou cestu, Nubsi             | Shellie Kvilvang-O'BrienCasey Lowe                 | Brian HallJulius Harper                   | 14. února 2024        | 16. února 2024            |
| 22           | 22        | The Tale of the Short SpireThe Team Up                         | O zkrácených věžíchSpojení sil                    | Casey LoweAnthony Bell                             | Julius HarperKatie Kaniewski              | 14. února 2024        | 23. února 2024            |
| 23           | 23        | The Caves of BatuuFinders Keepers                              | Batuuské jeskyněKdo to najde, ten to má           | Shellie Kvilvang-O'BrienCasey Lowe                 | Katie KaniewskiMia Eesella                | 14. února 2024        | 1. března 2024            |
| 24           | 24        | The Starship ShowNash's Super Busy Day                         | Výstava hvězdných lodíNashin hektický den         | Anthony BellShellie Kvilvang-O'Brien               | Julius HarperBrian Hall                   | 14. února 2024        | 8. března 2024            |
| 25           | 25        | The Prince and the Pirate                                      | Princ a pirát                                     | Anthony Bell, Casey Lowe, Shellie Kvilvang-O'Brien | Katie Kaniewski                           | 14. února 2024        | 15. března 2024           |

### Shorts (2024)
| Č. v řadě | Původní název          | Český název   | Datum zveřejnění |
| --------- | ---------------------- | ------------- | ---------------- |
| 1         | Firehawk Rescue        | bude oznámeno | 2. srpna 2024    |
| 2         | Skyring Soaring        | bude oznámeno | 2. srpna 2024    |
| 3         | A Droid's Mission      | bude oznámeno | 2. srpna 2024    |
| 4         | Younglings in the Wild | bude oznámeno | 2. srpna 2024    |
| 5         | Junkyard Joust         | bude oznámeno | 2. srpna 2024    |
| 6         | Nubs-tacle Course      | bude oznámeno | 2. srpna 2024    |

### Druhá řada (2024-2025)
| Č. v seriálu | Č. v řadě | Původní název                                                    | Český název                                          | Režie                                   | Scénář                                                     | Zveřejnění na Disney+ | Premiéra na Disney Junior |
| ------------ | --------- | ---------------------------------------------------------------- | ---------------------------------------------------- | --------------------------------------- | ---------------------------------------------------------- | --------------------- | ------------------------- |
| 26           | 1         | Heroes and HotshotsA Jedi or a Pirate                            | Hrdinové a borciJedi, nebo pirát                     | Anthony BellShelie Kvilvang-O'Brien     | Katie KaniewskiJulius Harper                               | 14. srpna 2024        | 14. srpna 2024            |
| 27           | 2         | The Rustler RoundupA New Discovery                               | Zloději dobytkaNový objev                            | Anthony BellCasey Lowe                  | Greg IwinskiBrian Hall                                     | 14. srpna 2024        | 15. srpna 2024            |
| 28           | 3         | A Pirate's PetThe Secret Ship                                    | Pirátův mazlíčekTajná loď                            | Shelie Kvilvang-O'BrienCasey Lowe       | Christian StreatyGreg Iwinski                              | 14. srpna 2024        | 16. srpna 2024            |
| 29           | 4         | Nubs' Big MistakeThe Jedi Rescue                                 | Nubsova velká chybaZáchrana Jedie                    | Shellie Kvilvang-O'BrienAnthony Bell    | námět: James Eason-Garcia scénář: Brian Hall Julius Harper | 14. srpna 2024        | 23. srpna 2024            |
| 30           | 5         | Terror of TenooThe Prince of Masks                               | Postrach TenooPrinc dvojí tváře                      | Casey LoweAnthony Bell                  | James Eason-GarciaKatie Kaniewski                          | 14. srpna 2024        | 30. srpna 2024            |
| 31           | 6         | Battle for the BandUprooted                                      | Boj o kapeluVykořenění                               | Shelie Kvilvang-O'BrienCasey Lowe       | Brian HallChristian Streaty                                | 14. srpna 2024        | 6. září 2024              |
| 32           | 7         | Mine and OursThe Andraven Circuit                                | Sobectví v doleAndravenský okruh                     | Anthony BellShellie Kvilvang-O'Brien    | Katie KaniewskiChristian Streaty                           | 14. srpna 2024        | 13. září 2024             |
| 33           | 8         | The Great Gomgourd QuestA Sticky Situation                       | Velká honba za patykvemiV síti strachu               | Casey LoweAnthony Bell                  | Cavan ScottGreg Iwinski                                    | 14. srpna 2024        | 20. září 2024             |
| 34           | 9         | The Missing Life Day FeastThe Lost Treasure of Tanoo             | Hostina ke Dni života ohroženaZtracený poklad Tenoo  | Shellie Kvilvang-O'BrienCasey Lowe      | Brian HallKatie Kaniewski                                  | 14. srpna 2024        | 6. prosince 2024          |
| 35           | 10        | The Wild AklyrrLys' Lost Lightsaber                              | Divoký aklyrrLys a ztracený meč                      | Anthony BellShellie Kvilvang-O'Brien    | Christian StreatyJulius Harper                             | 14. srpna 2024        | 27. září 2024             |
| 36           | 11        | Tower RunThe Jumping Jetpack                                     | Útěk z věžeSplašený tryskový batoh                   | Casey LoweAnthony Bell                  | Katie KaniewskiGreg Iwinski                                | 14. srpna 2024        | 6. října 2024             |
| 37           | 12        | Unmasked                                                         | Odmaskován                                           | Anthony Bell a Shellie Kvilvang-O'Brien | Katie Kaniewski                                            | 19. března 2025       | 23. března 2025           |
| 38           | 13        | Just Like WesRaxlo to the Rescue                                 | Zrovna jako WesRaxlo zasahuje                        | Casey LoweAnthony Bell                  | Christian StreatyJulius Harper                             | 19. března 2025       | 23. března 2025           |
| 39           | 14        | The Helpful HarvesterLost Little Droid                           | Harvestor pomáháMalá ztracená droidka                | Shellie Kvilvang-O'BrienCasey Lowe      | Brian HallJoe Morgan                                       | 19. března 2025       | 21. března 2025           |
| 40           | 15        | Tenoo's FastestHome Sweet Temple                                 | Nejrychlejší na TenooMůj chrám, můj hrad             | bude oznámeno                           | bude oznámeno                                              | 19. března 2025       | 28. března 2025           |
| 41           | 16        | The Firehawk FeudThe Chop Shop Calamity                          | Na pomoc ohnistřábůmPoprask v dílně                  | bude oznámeno                           | bude oznámeno                                              | 19. března 2025       | bude oznámeno             |
| 42           | 17        | Big Pooba ProblemsBest Bounty Buddies                            | Pooba s velkými problémyNejlepší lovečtí parťáci     | bude oznámeno                           | bude oznámeno                                              | 19. března 2025       | bude oznámeno             |
| 43           | 18        | The Rainy Day BeastUpgraded                                      | Zvířata za deštivých dnůVylepšení                    | bude oznámeno                           | bude oznámeno                                              | 19. března 2025       | bude oznámeno             |
| 44           | 19        | Journey to the Bracca BadlandsThe Search for the Missing Dunnels | Cesta do Braccských pustinHledání ztracených dunnelů | bude oznámeno                           | bude oznámeno                                              | 19. března 2025       | bude oznámeno             |
| 45           | 20        | The Spaceport SetbackThe Mission Mixup                           | Potíže v přístavuProhození misí                      | bude oznámeno                           | bude oznámeno                                              | 19. března 2025       | bude oznámeno             |
| 46           | 21        | Yoda RescueFossil Hunt                                           | Yodova záchranaHonba za zkamenělinami                | bude oznámeno                           | Cavan Scott                                                | 19. března 2025       | bude oznámeno             |
| 47           | 22        | A Mission to RememberThe Bounty Hunter and the Thief             | Pamětihodná miseNájemný lovec a zlodějka             | bude oznámeno                           | bude oznámeno                                              | 19. března 2025       | bude oznámeno             |
| 48           | 23        | The Battle of Tenoo                                              | Bitva o Tenoo                                        | bude oznámeno                           | bude oznámeno                                              | 19. března 2025       | bude oznámeno             |

## „Fun with Nubs“
Tie-in doprovodná digitální série.
| Č. v řadě | Původní název              | Český název   | Datum zveřejnění  |
| --------- | -------------------------- | ------------- | ----------------- |
| 1         | Nubs Loses his Lightsaber  | bude oznámeno | 14. června 2024   |
| 2         | RJ Repairs the Firehawk    | bude oznámeno | 14. června 2024   |
| 3         | Nubs Cleans Up             | bude oznámeno | 14. června 2024   |
| 4         | RJ Needs a Tool            | bude oznámeno | 14. června 2024   |
| 5         | Nubs Tries to Meditate     | bude oznámeno | 21. června 2024   |
| 6         | RJ Goes For A Swim         | bude oznámeno | 28. června 2024   |
| 7         | Nubs Gardens               | bude oznámeno | 5. července 2024  |
| 8         | RJ Fixes the Speeder       | bude oznámeno | 12. července 2024 |
| 9         | Nubs and RJ Dance          | bude oznámeno | 19. července 2024 |
| 10        | Nubs Can't Stop Sneezing   | bude oznámeno | 26. července 2024 |
| 11        | Nubs Gets Stuck            | bude oznámeno | 1. února 2025     |
| 12        | RJ Makes a Friend          | bude oznámeno | 8. února 2025     |
| 13        | Nubs Learns to Paint       | bude oznámeno | 15. února 2025    |
| 14        | RJ Makes Music             | bude oznámeno | 22. února 2025    |
| 15        | Nubs Tries to Sleep        | bude oznámeno | 1. března 2025    |
| 16        | RJ Learns to Fly           | bude oznámeno | 5. března 2025    |
| 17        | Nubs Gets a Tummy Ache     | bude oznámeno | 8. března 2025    |
| 18        | RJ Makes a Speedy Delivery | bude oznámeno | 12. března 2025   |
| 19        | Nubs Faces a Bug           | bude oznámeno | 15. března 2025   |
| 20        | Nubs and RJ Jam Out        | bude oznámeno | 19. března 2025   |